# Corpus Mensurabilis Musicae

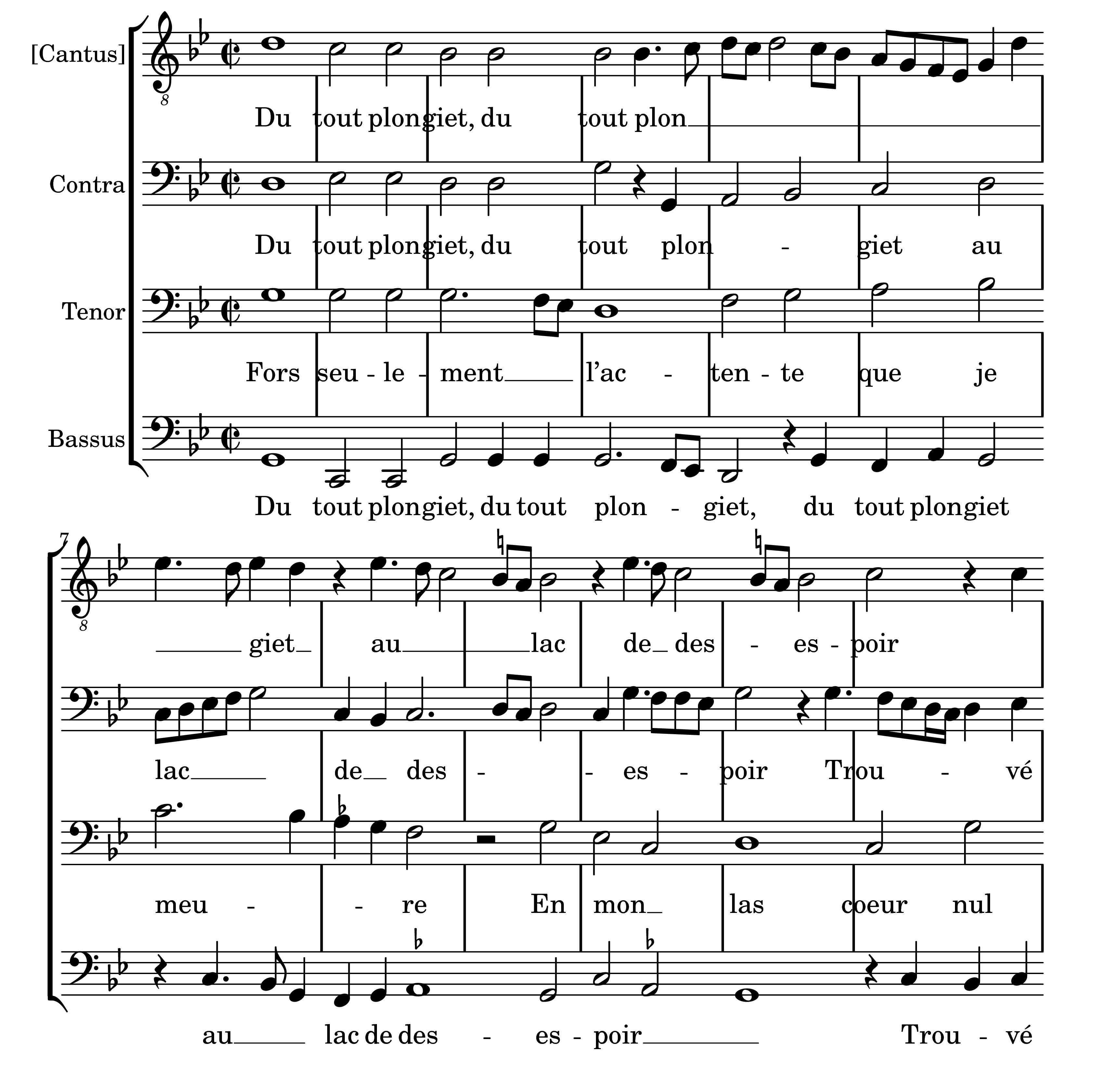
Antoine Brumel (1460–1512): Du tout plongiet
erstellt mit Lilypond.

Das Corpus mensurabilis musicae (CMM) ist eine gedruckte Sammlung der sakralen und weltlichen Vokalmusik des späten Mittelalters und der Renaissance der europäischen Musikgeschichte, mit besonderem Schwerpunkt auf dem franko-flämischen und italienischen Repertoire. 
Das CMM ist eine Publikation des American Institute of Musicology und besteht seit der ersten Ausgabe 1947 inzwischen aus über 100 Bänden. Berühmte Komponisten, deren Werk in anderen Reihen veröffentlicht wurden, wie Josquin Desprez, Giovanni Pierluigi da Palestrina und Orlando di Lasso werden üblicherweise nicht in die Reihe aufgenommen. 
Ähnliche Publikationen des AIM sind das Corpus of Early Keyboard Music (CEKM), das Corpus scriptorum de musica (CSM) über frühe Schriften von Musiktheoretikern, und Musica Disciplina (MD) über aktuelle wissenschaftliche Veröffentlichungen zur Alten Musik.